# Aleksa Gajić
Aleksa Gajić (Belgrado, 20 maggio 1974) è un fumettista, pittore e regista serbo.
Fra i suoi lavori principali si possono citare Technotise, Le Fléau des dieux e Drakko.

## Opere

### Fumetti
- Technotise, sceneggiatore: Darko Grkinić, "System Comics", Belgrado, Serbia, 2001 e 2009.
- U šrafovima: kolekcija kratkih stripova, "System Comics", Belgrado, 2003.
- Le Fléau des dieux 1-6, sceneggiatore: Valérie Mangin, "Soleil Productions", Tolone, Francia, 2000-2006.
  - Scourge Of The Gods 1-2, "Marvel", New York, Stati Uniti, 2009-2010.
- Drakko 1-2, "Soleil Productions", Toulon, 2011-2012.

### Libri e catalogi
- Aleksa Gajić: virtual reality - real virtuality / Aleksa Gajić: virtuelna realnost - realna virtuelnost (catalogo), Muzej primenjene umetnosti, Belgrado, 2005. Texto: Anica Tucakov, Curatore d'arte: Marijana Petrović-Raić, 2005, 44 p.
- Aleksa Gajić : héros epiqués et ville du futur / Aleksa Gajić : Epski heroji i grad budućnosti (catalogo), "Fabrika", Novi Sad, 2012, Curatore d'arte: Zdravko Vulin, Studentski kulturni centar, Novi Sad, Institut français de Serbie, Belgrado, 2012, 32 p.
- Skrepbuk, "Moro" e "System Comics", Belgrado, 2012.

### Film
- Technotise - Edit i ja, regista, sceneggiatore e regista animazione (2009)